# Ireneusz Omięcki
Ireneusz Omięcki (ur. 10 września 1958 w Szczecinie) – polski wioślarz-sternik, olimpijczyk z Seulu 1988.
Reprezentował barwy Czarnych Szczecin. Uczestnik mistrzostw świata w:
- Bledzie (1979), gdzie wystartował w czwórce ze sternikiem (partnerami byli: Ryszard Stadniuk, Grzegorz Stellak, Henryk Trzciński, Mariusz Trzciński) zajmując 10. miejsce,
- Duisburgu (1983), gdzie wystartował w dwójkach ze sternikiem (partnerami byli Dariusz Stadniuk, Ryszard Stadniuk). Polska osada zajęła 9. miejsce,
- Hazewinkel (1985) podczas których wystartował w dwójce ze sternikiem (partnerami byli: Krzysztof Gabrylewicz, Piotr Szmidt). Polacy zajęli 9. miejsce,
- Nottingham (1986), gdzie wystartował w czwórce ze sternikiem (partnerami byli: Wojciech Jankowski, Wojciech Neumann, Dariusz Stadniuk, Wojciech Szymerowski). Polska osada zajęła 6. miejsce